# Huis Baratheon

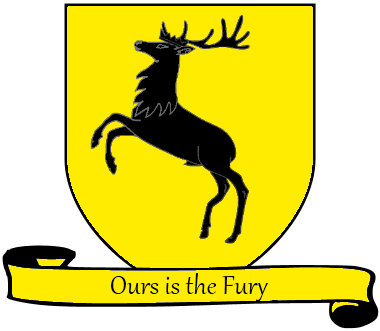
Embleem en motto van Huis Baratheon (Onzer is de furie)

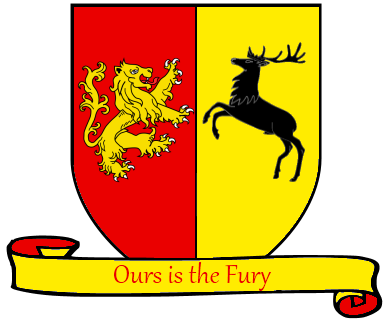
Embleem van Joffrey Baratheon

Embleem van Stannis Baratheon

Huis Baratheon is een fictieve familie in George R.R. Martins boekenreeks Het Lied van IJs en Vuur. Huis Baratheon is het eerste huis in de Stormlanden. Onder hun vazallen, zijn (huis) Bar Emmon, Celtigar, Zeewaard, Sunglass en Velaryon. Hun stamplaats is Stormeinde. Het wapen van huis Baratheon is een gekroond, zwart hert op een veld van goud, en hun motto is "Onzer is de furie".

## Geschiedenis
De huidige linie is de jongste van de Grote Huizen. Ze stammen af van Orys, een van de beste generaals van Aegon de Veroveraar, en volgens geruchten zijn bastaardbroer. Via de vrouwelijke lijn stammen de huidige Baratheons af van de oude Stormkoningen. Orys versloeg en doodde de laatste Stormkoning, Argilac de Arrogante, en trouwde diens dochter waarna hij de naam met motto en wapen van de oude Baratheons aannam. In de oorlog van de ursurpator claimde Heer Robert Baratheon de IJzeren Troon, met de hulp van huis Stark, huis Tulling, huis Arryn en huis Lannister.

## Stamboom
|                 |                 |                 |                 |                 |                 |           |           |                     |                     |                     |                     |                     |                     |             |             |                   |                   |                   |                   |                   |                   |                   |                   | Aegon V Targaryen |                   |                 |                 |                 |                 |          |          |           |           |           |           |           |           |         |         |                |                |                |                |                |                |  |  |       |       |       |       |       |       |  |  |  |  |  |  |
|                 |                 |                 |                 |                 |                 |           |           |                     |                     |                     |                     |                     |                     |             |             |                   |                   |                   |                   |                   |                   |                   |                   |                   |                   |                 |                 |                 |                 |          |          |           |           |           |           |           |           |         |         |                |                |                |                |                |                |  |  |       |       |       |       |       |       |  |  |  |  |  |  |
|                 |                 |                 |                 |                 |                 |           |           |                     |                     |                     |                     |                     |                     |             |             |                   |                   |                   |                   |                   |                   |                   |                   |                   |                   |                 |                 |                 |                 |          |          |           |           |           |           |           |           |         |         |                |                |                |                |                |                |  |  |       |       |       |       |       |       |  |  |  |  |  |  |
|                 |                 |                 |                 |                 |                 |           |           | Onbekende Baratheon | Onbekende Baratheon | Onbekende Baratheon | Onbekende Baratheon | Onbekende Baratheon | Onbekende Baratheon |             |             | Rhaelle Targaryen | Rhaelle Targaryen | Rhaelle Targaryen | Rhaelle Targaryen | Rhaelle Targaryen | Rhaelle Targaryen |                   |                   |                   |                   |                 |                 |                 |                 |          |          | Jaehaerys | Jaehaerys | Jaehaerys | Jaehaerys | Jaehaerys | Jaehaerys |         |         |                |                |                |                |                |                |  |  |       |       |       |       |       |       |  |  |  |  |  |  |
|                 |                 |                 |                 |                 |                 |           |           | Onbekende Baratheon | Onbekende Baratheon | Onbekende Baratheon | Onbekende Baratheon | Onbekende Baratheon | Onbekende Baratheon |             |             | Rhaelle Targaryen | Rhaelle Targaryen | Rhaelle Targaryen | Rhaelle Targaryen | Rhaelle Targaryen | Rhaelle Targaryen |                   |                   |                   |                   |                 |                 |                 |                 |          |          | Jaehaerys | Jaehaerys | Jaehaerys | Jaehaerys | Jaehaerys | Jaehaerys |         |         |                |                |                |                |                |                |  |  |       |       |       |       |       |       |  |  |  |  |  |  |
|                 |                 |                 |                 |                 |                 |           |           |                     |                     |                     |                     |                     |                     |             |             |                   |                   |                   |                   |                   |                   |                   |                   |                   |                   |                 |                 |                 |                 |          |          |           |           |           |           |           |           |         |         |                |                |                |                |                |                |  |  |       |       |       |       |       |       |  |  |  |  |  |  |
|                 |                 |                 |                 |                 |                 |           |           |                     |                     |                     |                     |                     |                     |             |             |                   |                   |                   |                   |                   |                   |                   |                   |                   |                   |                 |                 |                 |                 |          |          |           |           |           |           |           |           |         |         |                |                |                |                |                |                |  |  |       |       |       |       |       |       |  |  |  |  |  |  |
|                 |                 |                 |                 |                 |                 |           |           |                     |                     |                     |                     | Steffon             | Steffon             | Steffon     | Steffon     | Steffon           | Steffon           |                   |                   | Cassana Estermont | Cassana Estermont | Cassana Estermont | Cassana Estermont | Cassana Estermont | Cassana Estermont |                 |                 | Aerys II        | Aerys II        | Aerys II | Aerys II | Aerys II  | Aerys II  |           |           | Rhaella   | Rhaella   | Rhaella | Rhaella | Rhaella        | Rhaella        |                |                |                |                |  |  |       |       |       |       |       |       |  |  |  |  |  |  |
|                 |                 |                 |                 |                 |                 |           |           |                     |                     |                     |                     | Steffon             | Steffon             | Steffon     | Steffon     | Steffon           | Steffon           |                   |                   | Cassana Estermont | Cassana Estermont | Cassana Estermont | Cassana Estermont | Cassana Estermont | Cassana Estermont |                 |                 | Aerys II        | Aerys II        | Aerys II | Aerys II | Aerys II  | Aerys II  |           |           | Rhaella   | Rhaella   | Rhaella | Rhaella | Rhaella        | Rhaella        |                |                |                |                |  |  |       |       |       |       |       |       |  |  |  |  |  |  |
|                 |                 |                 |                 |                 |                 |           |           |                     |                     |                     |                     |                     |                     |             |             |                   |                   |                   |                   |                   |                   |                   |                   |                   |                   |                 |                 |                 |                 |          |          |           |           |           |           |           |           |         |         |                |                |                |                |                |                |  |  |       |       |       |       |       |       |  |  |  |  |  |  |
|                 |                 |                 |                 |                 |                 |           |           |                     |                     |                     |                     |                     |                     |             |             |                   |                   |                   |                   |                   |                   |                   |                   |                   |                   |                 |                 |                 |                 |          |          |           |           |           |           |           |           |         |         |                |                |                |                |                |                |  |  |       |       |       |       |       |       |  |  |  |  |  |  |
| Diverse vrouwen | Diverse vrouwen | Diverse vrouwen | Diverse vrouwen | Diverse vrouwen | Diverse vrouwen |           |           | Robert              | Robert              | Robert              | Robert              | Robert              | Robert              |             |             | Cersei Lannister  | Cersei Lannister  | Cersei Lannister  | Cersei Lannister  | Cersei Lannister  | Cersei Lannister  |                   |                   | Jaime Lannister   | Jaime Lannister   | Jaime Lannister | Jaime Lannister | Jaime Lannister | Jaime Lannister |          |          | Stannis   | Stannis   | Stannis   | Stannis   | Stannis   | Stannis   |         |         | Selyse Florent | Selyse Florent | Selyse Florent | Selyse Florent | Selyse Florent | Selyse Florent |  |  | Renly | Renly | Renly | Renly | Renly | Renly |  |  |  |  |  |  |
| Diverse vrouwen | Diverse vrouwen | Diverse vrouwen | Diverse vrouwen | Diverse vrouwen | Diverse vrouwen |           |           | Robert              | Robert              | Robert              | Robert              | Robert              | Robert              |             |             | Cersei Lannister  | Cersei Lannister  | Cersei Lannister  | Cersei Lannister  | Cersei Lannister  | Cersei Lannister  |                   |                   | Jaime Lannister   | Jaime Lannister   | Jaime Lannister | Jaime Lannister | Jaime Lannister | Jaime Lannister |          |          | Stannis   | Stannis   | Stannis   | Stannis   | Stannis   | Stannis   |         |         | Selyse Florent | Selyse Florent | Selyse Florent | Selyse Florent | Selyse Florent | Selyse Florent |  |  | Renly | Renly | Renly | Renly | Renly | Renly |  |  |  |  |  |  |
|                 |                 |                 |                 |                 |                 |           |           |                     |                     |                     |                     |                     |                     |             |             |                   |                   |                   |                   |                   |                   |                   |                   |                   |                   |                 |                 |                 |                 |          |          |           |           |           |           |           |           |         |         |                |                |                |                |                |                |  |  |       |       |       |       |       |       |  |  |  |  |  |  |
|                 |                 |                 |                 |                 |                 |           |           |                     |                     |                     |                     |                     |                     |             |             |                   |                   |                   |                   |                   |                   |                   |                   |                   |                   |                 |                 |                 |                 |          |          |           |           |           |           |           |           |         |         |                |                |                |                |                |                |  |  |       |       |       |       |       |       |  |  |  |  |  |  |
|                 |                 |                 |                 |                 |                 |           |           |                     |                     |                     |                     | Joffrey             | Joffrey             | Joffrey     | Joffrey     | Joffrey           | Joffrey           |                   |                   | Myrcella          | Myrcella          | Myrcella          | Myrcella          | Myrcella          | Myrcella          |                 |                 | Tommen          | Tommen          | Tommen   | Tommen   | Tommen    | Tommen    |           |           | Shireen   | Shireen   | Shireen | Shireen | Shireen        | Shireen        |                |                |                |                |  |  |       |       |       |       |       |       |  |  |  |  |  |  |
|                 |                 |                 |                 |                 |                 |           |           |                     |                     |                     |                     | Joffrey             | Joffrey             | Joffrey     | Joffrey     | Joffrey           | Joffrey           |                   |                   | Myrcella          | Myrcella          | Myrcella          | Myrcella          | Myrcella          | Myrcella          |                 |                 | Tommen          | Tommen          | Tommen   | Tommen   | Tommen    | Tommen    |           |           | Shireen   | Shireen   | Shireen | Shireen | Shireen        | Shireen        |                |                |                |                |  |  |       |       |       |       |       |       |  |  |  |  |  |  |
|                 |                 |                 |                 |                 |                 |           |           |                     |                     |                     |                     |                     |                     |             |             |                   |                   |                   |                   |                   |                   |                   |                   |                   |                   |                 |                 |                 |                 |          |          |           |           |           |           |           |           |         |         |                |                |                |                |                |                |  |  |       |       |       |       |       |       |  |  |  |  |  |  |
|                 |                 |                 |                 | Mya Stone       | Mya Stone       | Mya Stone | Mya Stone | Mya Stone           | Mya Stone           |                     |                     | Edric Storm         | Edric Storm         | Edric Storm | Edric Storm | Edric Storm       | Edric Storm       |                   |                   | Gendry            | Gendry            | Gendry            | Gendry            | Gendry            | Gendry            |                 |                 | Anderen         | Anderen         | Anderen  | Anderen  | Anderen   | Anderen   |           |           |           |           |         |         |                |                |                |                |                |                |  |  |       |       |       |       |       |       |  |  |  |  |  |  |

## Baratheons inHet Lied van IJs en Vuur

### Robert

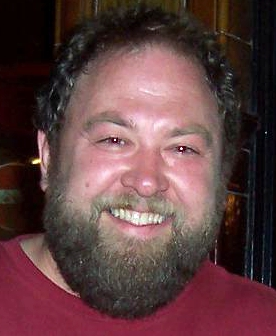
Mark Addy speelt Robert Baratheon

De oudste van drie broers, Robert Baratheon, werd tot koning van de Zeven Koninkrijken gekroond na een succesvolle rebellie tegen Aerys II Targaryen vijftien jaar voor het begin van het eerste boek. In zijn jeugd was Robert een roemrucht krijger. Echter door te veel excessen op het gebied van drank, eten en vrouwen is hij dik geworden. Robert staat bekend als genereus en loyaal en is populair in het rijk.
Robert was net als Eddard Stark een pleegkind van Jon Arryn en uit deze tijd stamt hun vriendschap. Robert was verloofd met Eddards zus Lyanna tot zij ontvoerd werd door de kroonprins. Dit startte de rebellie van Robert samen met Eddard en Jon. Hoewel Robert de oorlog won en Raeghar eigenhandig doodde in de Slag bij de Drietand, is hij Lyanna, die stierf in de oorlog, nooit vergeten. Van de rebellen was Robert het dichtst verwant met de Targaryen-dynastie en werd daarom (en door het recht van verovering) koning van de Zeven Koninkrijken. Robert vergaf velen die in de oorlog tegenover hem hadden gestaan maar werd geen grote koning. Hij hield zich vooral bezig met eten, drinken, jagen en vrouwen en zorgde ervoor dat de kroon bij zijn overlijden flinke schulden had. Na de dood van zijn Hand, wendde hij zich tot zijn oude vriend Eddard. Deze accepteerde met tegenzin de positie en vertrok naar de hoofdstad Koningslanding. Daar ontdekte Eddard dat de kinderen van Roberts koningin Cersei niet van Robert waren maar van haar tweelingbroer Jaime. Toen hij op het punt stond dit aan Robert te vertellen zorgde Cersei ervoor dat Robert tijdens een jachtpartij de dood vond.
Robert Baratheon wordt in de HBO-televisieserie Game of Thrones gespeeld door Mark Addy.

### Joffrey

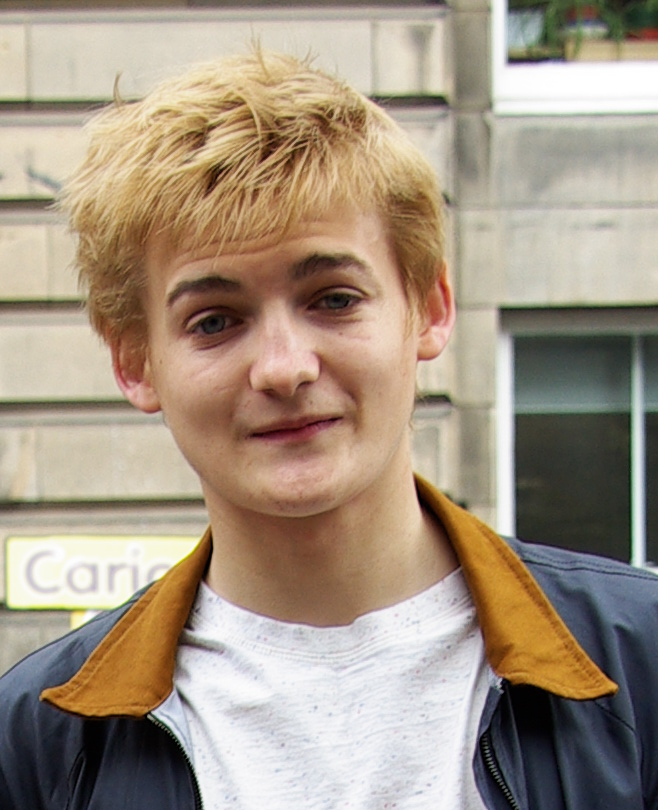
Jack Gleeson speelt Joffrey Baratheon

Joffrey Baratheon is de oudste zoon van Cersei Lannister en is Robert Baratheons erfgenaam. Aan het begin van de serie is hij twaalf jaar. Mogelijk door zijn matige opvoeding is Joffrey koppig, heethoofdig en heeft hij sadistische trekjes. In zijn uiterlijk lijkt hij op zijn Lannister-familieleden: hij is lang, blond en knap.
Nadat zijn vader was gestorven werd Joffrey de nieuwe koning. De poging van Eddard om Roberts broer, Stannis, koning te maken (omdat Joffrey niet het kind van Robert was) mislukte en Eddard werd gevangengezet. Hoewel hij onder invloed van zijn Lannister-familieleden stond kreeg Joffrey als koning meer mogelijkheden om zijn wreedheid te uiten. Hij liet Eddard onthoofden (hoewel Eddard beloofd was dat hij verbannen zou worden naar de Nachtwacht) wat ervoor zorgde dat oorlog niet meer te voorkomen was en liet de gevangengenomen dochter van Eddard, Sansa, zijn voormalige verloofde, regelmatig slaan door zijn wacht. In de daaropvolgende oorlog allieerde huis Lannister zich met de Tyrels en verloofde Joffrey zich met Marjolij Tyrel. Op het huwelijksfeest van het paar werd Joffrey vergiftigd. Naar buiten toe leek het of Joffreys oom Tyrion Lannister hiervoor verantwoordelijk was maar vermoedelijk waren het Petyr Baelish, schatkistbewaarder, en Olenna Tyrel, de grootmoeder van Marjolij. Joffrey heeft nooit geweten dat Jaime zijn vader was.
Joffrey Baratheon wordt in de HBO-televisieserie Game of Thrones gespeeld door Jack Gleeson.

### Myrcella
Myrcella is het een na oudste kind van de Baratheons. Ze is voorkomend in omgangsvormen en uiterlijk. Verder is ze een vrolijk intelligent kind. Aan het begin van de serie is ze acht jaar.
Net als haar broers is Myrcella het resultaat van de incestueuze verbinding tussen Cersei en Jaime Lannister. Nadat de dood van Robert en Eddard de oorlog van de vijf koningen heeft doen ontvlammen probeert Huis Lannister steun te vinden. Dit gebeurt door een alliantie te sluiten met Huis Martel dat Dorne beheerst. Een van de voorwaarden voor dit pact is het huwelijk tussen Myrcella en Trystane Martel. Voor dit huwelijk, dat gezien haar leeftijd pas later zal worden gesloten, reist Myrcella naar Zonnespeer. Tegenstanders van de alliantie tussen Huis Lannister en Martel proberen Myrcella te gebruiken om deze alliantie te verbreken. Zij proberen na de dood van Joffrey Myrcella uit te roepen tot koningin (volgens de wetten van Dorne gaat het oudste kind voor het jongere kind ongeacht de sekse). Deze poging mislukt en tijdens de gevangenneming van de groep verliest Myrcella een oor.
Myrcella Baratheon wordt in de HBO-televisieserie Game of Thrones gespeeld door Aimee Richardson in seizoen 1 en 2 en door Nell Tiger Free vanaf seizoen 5.

### Tommen
De jongste van de Baratheon-kinderen, Tommen, is zeven jaar oud aan het begin van de serie. Tommen is een vriendelijk, meegaand dikkig kind in tegenstelling tot zijn oudere broer.
Door de dood van zijn broer wordt Tommen koning en wordt hij verloofd met Marjolij om de alliantie met Huis Tyrel in stand te houden. Tommen is een meegaand kind dat alles doet wat zijn moeder beveelt. Nadat zijn moeder door gelovigen van de Zeven gevangen wordt gezet, krijgt hij nieuwe raadgevers en regenten. Ook tot deze toont hij zich zeer meegaand.
Tommen Baratheon wordt in de HBO-televisieserie Game of Thrones gespeeld door Callum Wharry (seizoen één en twee), vanaf seizoen vier wordt hij gespeeld door Dean-Charles Chapman.

### Stannis

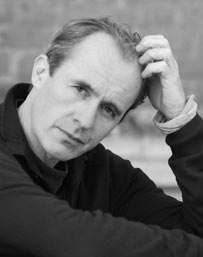
Stephen Dillane speelt Stannis Baratheon

Stannis is de oudste van Roberts jongere broers. Stannis wordt gekarakteriseerd als hard, recht door zee en somber. Daardoor zijn alleen de mensen die hem goed kennen echt loyaal aan hem en is hij verder niet populair. Stannis is de Heer van Drakensteen en de Vlootmeester in de raad van Robert. Als veldheer heeft hij zich bewezen tijdens de opstand van zijn broer en in de rebellie van Huis Grauwvreugd.
Aan het begin van het boek heeft Stannis Koningslanding verlaten en is naar Drakensteen getrokken. Naar later blijkt is hij op de hoogte van de ware vader van de kinderen van Cersei en weet hij dus dat hij de rechtmatige troonopvolger is. Na de dood van Robert claimt hij onmiddellijk de troon maar krijgt weinig volgelingen. Tot zijn ontsteltenis roept zijn jongere broer Renling zich met behulp van Huis Tyrel eveneens uit tot koning. Stannis weet dat hij de volgelingen van zijn broer aan zijn kant moet krijgen om kans te maken op de troon. Daarom trekt hij op tegen zijn broer en nog voor het tot een veldslag tussen de twee komt wordt Renling vermoord door Stannis' raadgever/tovenares Melisandre. Melisandre is een volgelinge van de Heer van het Licht en zegt in Stannis de legendarische redder en geïncarneerde Azor Ahai te zien. Na de dood van Renling kiezen een aantal van zijn volgelingen de kant van Stannis. Met dit leger en zijn vloot valt hij Kingslanding aan. 
Het komt tot een grote veld- en zeeslag. Na zware verliezen lijkt Stannis aan de winnende hand, totdat Tywin Lannister samen met het leger van huis Tyrel Koningslanding bereikt en Stannis' leger verslaat. Stannis moet met de kleine vloot die hem nog rest terug naar Drakensteen. Duidelijk is dat Stannis aan de verliezende hand is en sommige vrienden raden hem aan zich over te geven. Omdat Stannis weet dat hij de rechtmatige koning is kan hij dit niet accepteren, maar nieuwe mogelijkheden lijken niet voorhanden totdat zijn trouwste vazal Davos Zeewaard hem overreedt om in het Noorden te landen om daar een vijand buiten het rijk te verslaan én zo nieuwe volgelingen te vinden. Stannis arriveert met zijn kleine leger net op tijd om de Nachtwacht aan de overwinning op de koning Van Over De Muur te helpen. Hij biedt Jon Winterfell aan als hij Stannis als zijn koning accepteert, maar Jon is net gekozen tot Heer bevelhebber van de Nachtwacht en weigert.
Stannis Baratheon wordt in de HBO-televisieserie Game of Thrones gespeeld door Stephen Dillane.

### Renling
De jongste broer van Robert is de Heer van Stormeinde, en Wetmeester in de Koningsraad. Hij is charismatisch, knap en weet goed vrienden te maken, maar hij is ook nonchalant en frivool.
Na de dood van Robert komt ook Renling in opstand tegen Joffrey. Hij claimt zelf de troon (ondanks dat Stannis meer rechten op de troon heeft) en verbindt zich met huis Tyrel middels een huwelijk met Marjolij Tyrel. Door deze steun kan hij een groot leger verzamelen dat langzaam richting Koningslanding reist. Nadat hij hoort van de aanval van Stannis op zijn eigen kasteel verandert hij van koers om Stormeinde te verdedigen. In de nacht voordat de legers tegen elkaar zullen vechten, vindt hij de dood. In de boeken wordt nadrukkelijk geïmpliceerd dat Renling een relatie had met de broer van Marjolij, Loras Tyrel.
Renling Baratheon wordt in de HBO-televisieserie Game of Thrones gespeeld door Gethin Anthony.

## Belangrijke Baratheons uit het verleden

### Lyonel
Genoemd "de Lachende Storm", Ser Lyonel was de erfgenaam van Stormeinde. Hij was een beroemd ridder en een van de deelnemers aan het Toernooi van Ashford in 208 AC. Hij vocht voor Dunk in het Godsgericht.

### Steffon
Heer Steffon Baratheon, de vader van Robert, Stannis en Renling, verdronk op zee met zijn echtgenote, Vrouwe Cassana, in het zicht van Stormeinde, op hun terugreis van een trip naar de Vrije Steden. Koning Aerys II Targaryen had Steffon, zijn neef, naar de Vrije Steden gestuurd om een geschikte bruid te vinden voor zijn zoon prins Rhaegar Targaryen.

## Vazallen
- Bolling.
- Buckler van Bronspoort (Bronzegate).
- Cafferen van Fawnton.
- Caron van Nachtlied (Nightsong).
- Connington van Griffin's Roost.
- Dondarrion van Zwarthaven (Blackhaven). De eerste Dondarrion kreeg het heerschap van een Stormkoning na het leveren van een belangrijke boodschap.
- Errol van Hooibaal (Haystack Hall).
- Estermont van Groensteen (Greenstone). Heer Estermont was de grootvader langs moederskant van Robert Baratheon.
- Fell van Felwood.
- Gower.
- Grandison van Grootzicht (Grandview).
- Hasty.
- Herston.
- Horpe.
- Kellington.
- Lonmouth.
- Mertyns van Mistwoud (Mistwood).
- Morrigen van Kraaiennest (Crows Nest).
- Musgood.
- Peasebury van Poddingfield.
- Penrose van Parchments.
- Rogers van Amberly.
- Zeewaard (Seaworth). Trouw aan Stannis Baratheon van Drakensteen (Dragonstone).
- Selmy van Oogstburg (Harvest Hall).
- Staedmon van Broad Arch.
- Zwaan (Swann) van Stonehelm.
- Swygert.
- Tarth van Evenfall Hall. Trouw aan Renly Baratheon. De Tarths wonen op het eiland Tarth, bij de Schipbreukbaai. Heer Selwyn heerst hier. Zijn dochter Briënne is zijn erfgename.
- Toyne. Dit huis viel in ongenade nadat een Toyne van de Koningsgarde werd geëxecuteerd na te slapen met een minnares van Aegon IV. Zijn twee broers wilden hem wreken door de koning te doden, maar Aegon werd gered door zijn broer Aemon de Drakenridder, die hierbij stierf. Simon Toyne, van een latere generatie, werd een beruchte rover. Hij werd gedood door Barristan Selmy.
- Trant van Gallowsgrey.
- Tudbury.
- Wagstaff.
- Wensington.
- Wylde van Rain House.